# Lynn Conway
Lynn Conway   (Mount Vernon, 2 de gener de 1938 - Jackson, 9 de juny de 2024) va ser una informàtica i inventora estatunidenca.

## Biografia
Conway va treballar per a IBM a la dècada del 1960 i va inventar el generalised dynamic instruction handling, d'importància per al paradigma d'execució Out-of-order de les computadores. IBM la va acomiadar el 1968 després que confessés que era transsexual i que estava planejant canviar de sexe. Vivint com a home, Conway va estar casada amb una dona amb la qual va tenir dos fills. Després de perdre la seva ocupació a IBM va recomençar la seva carrera com a dona i va treballar com a programadora.
El 1973 va treballar per Xerox PARC en el disseny de VLSI, tasca que va interrompre per exercir de professora convidada al Massachusetts Institute of Technology juntament amb Carver Mead. Tots dos serien els desencadenants de la Revolució Circuit integrat a molt gran escala (VLSI). Va escriure amb Mead el best-seller Introduction to VLSI Systems, un important vehicle de difusió de la revolució del disseny de circuits integrats. A principis de la dècada del 1980 va treballar per a l'Agència d'Investigacions de Projectes Avançats de Defensa en computació estratègica i el 1989 va ser professora a la Universitat de Michigan. Aquellmateix any va ser acceptada com a membre de la National Academy of Engineering pels seus mèrits en el disseny del circuits integrats a molt gran escala (VLSI).
Després de retirar-se de la seva plaça de professora al desembre de 1998 va ser una prominent activista pels drets dels transsexuals. El 2002 Conway es va casar amb l'home amb qui vivia des de 1988 i amb qui residia a Ann Arbor.